# Tjurpannan

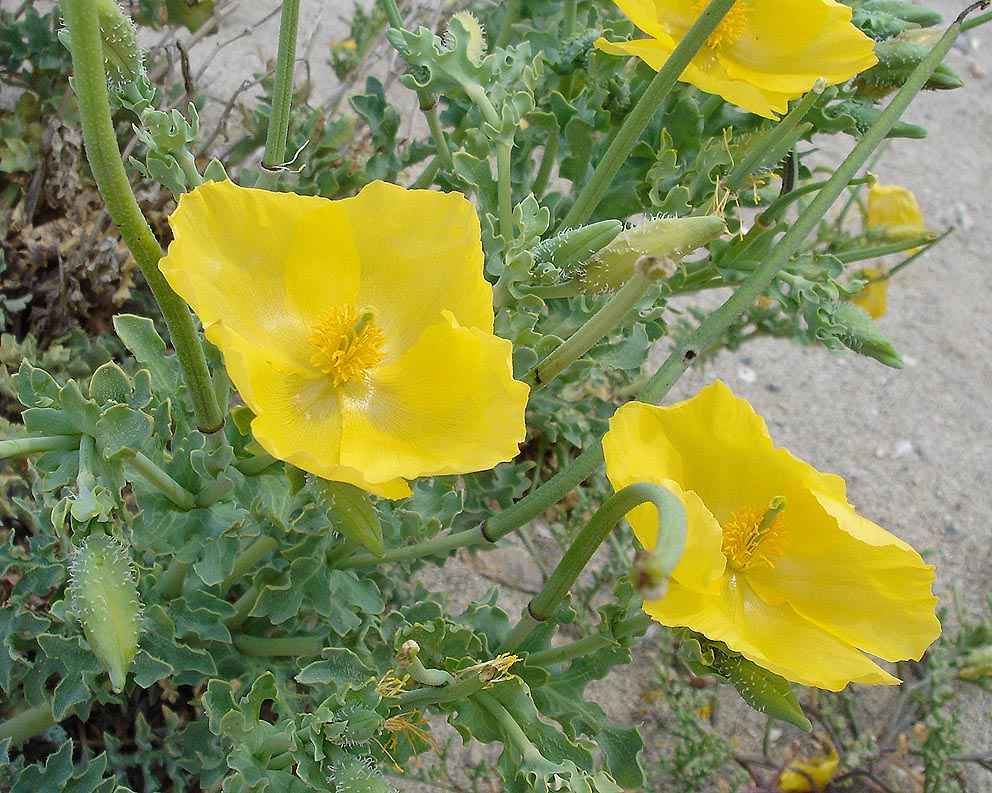
Strandvallmo växer vid Tjurpannan.

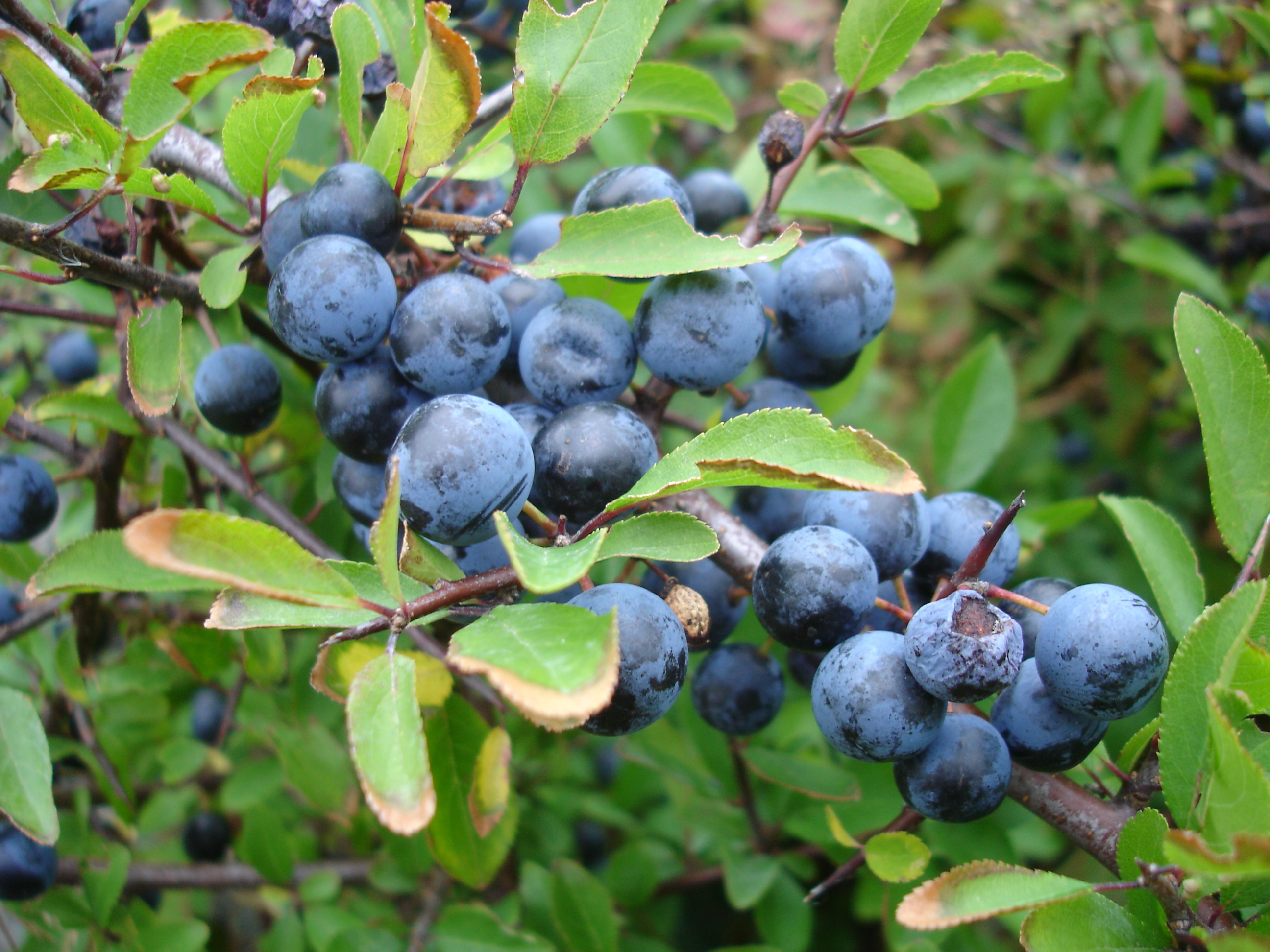
Slånbär är typiskt för kusttrakter som Tjurpannan.

Tjurpannan är ett kustområde på Tanumsnäset i Tanums socken i Tanums kommun i Bohuslän.  Tjurpannan ligger på Tanumsnäsets sydvästra del.
I sydväst vetter området mot Väderöfjorden utan skyddande arkipelag. Eftersom platsen saknar skyddande ytterskärgård är platsen mycket väderexponerad. Det utsatta läget har format ett öppet landskap.
Väster om Tjurpannan ligger ön Ulsholmen och i sydväst finns fyren Väcker.
Området ingår i EU-nätverket Natura 2000 och förvaltas av Västkuststiftelsen.
Reservatet kommer att i stort sett direkt ansluta till de södra delarna av Sveriges första marina nationalpark: Kosterhavets nationalpark.[källa behövs]

## Sjöfart
Tjurpannan är en av den svenska kustens mest fruktade passager vid dåligt väder. Många fartyg har förlist i området. Under slutet av 1800-talet och fram till mitten av 1900-talet diskuterades att anlägga Edsvikskanalen för att göra passagen säkrare. Kanalen blev dock inte verklighet. De andra två mest riskfyllda passagerna längs Bohuskusten – Sotefjorden och Islandsberg – fick sina inomskärspassager.

## Geologi
Landskapet består av bergspartier av kraftigt uppsprucken granit med mellanliggande dalar. Bergshöjderna är renspolade från sediment. På många ställen finns stora områden med pegmatit. 
Kustlinjen utgörs av branta klippstränder, vikar med block och grovt grus samt i skyddade lägen sandstränder.

## Biologi
Vid bergsfötterna är för kusttrakten vanliga arter förekommande: vildkaprifol, hagtorn, liguster, slån, brakved, olvon och nypon. Inslaget av lövträd är stort. På många ställen förekommer rara kalkgynnade örter.
På bergshöjderna och på exponerade ställen mot Väderöfjorden finns hed- och hällmarksbiotoper dominerade av risvegetation som ljung och odon samt enstaka enar. Landskapstypen är delvis skapad genom bete. Igenväxning sker i delar av området.
På de exponerade stränderna finns de sällsynta örterna strandvial, ostronört och strandvallmo.